# 2-Piron-4,6-dikarboksilatna laktonaza
2-Piron-4,6-dikarboksilatna laktonaza (EC 3.1.1.57, 2-piron-4,6-dikarboksilatna hidrolaza, 2-piron-4,6-dikarboksilatna laktonohidrolaza) je enzim sa sistematskim imenom 2-okso-2-piran-4,6-dikarboksilat laktonohidrolaza. Ovaj enzim katalizuje sledeću hemijsku reakciju
2-okso-2H-piran-4,6-dikarboksilat + H2O {\displaystyle \rightleftharpoons } (1E)-4-oksobut-1-en-1,2,4-trikarboksilat
Najverovatniji produkt je keto-forma 4-oksalomesakonata.

## Literatura
- Nicholas C. Price; Lewis Stevens (1999). Fundamentals of Enzymology: The Cell and Molecular Biology of Catalytic Proteins (Third изд.). USA: Oxford University Press. ISBN 019850229X.
- Eric J. Toone (2006). Advances in Enzymology and Related Areas of Molecular Biology, Protein Evolution (Volume 75 изд.). Wiley-Interscience. ISBN 0471205036.
- Branden C; Tooze J. Introduction to Protein Structure. New York, NY: Garland Publishing. ISBN 0-8153-2305-0.
- Irwin H. Segel. Enzyme Kinetics: Behavior and Analysis of Rapid Equilibrium and Steady-State Enzyme Systems (Book 44 изд.). Wiley Classics Library. ISBN 0471303097.

## Spoljašnje veze
- 2-pyrone-4,6-dicarboxylate+lactonase на 